# Litsea diospyrifolia
Litsea diospyrifolia är en lagerväxtart som beskrevs av Eduardo Quisumbing y Argüelles. Litsea diospyrifolia ingår i släktet Litsea och familjen lagerväxter. Inga underarter finns listade i Catalogue of Life.